# Tabernáculo de Salt Lake City
El Tabernáculo de Salt Lake City es uno de los edificios más emblemáticos de La Iglesia de Jesucristo de los Santos de los Últimos Días y está ubicado en la manzana del Templo de la ciudad de Salt Lake City, en Utah, Estados Unidos. Es un edificio en forma de domo dedicado a las conferencias generales de La Iglesia De Jesucristo De Los Santos De Los Últimos Días y es simultáneamente usado por el Coro del Tabernáculo de la Manzana del Templo, uno de los grupos corales más prestigiosos de Estados Unidos y del mundo. El coro del Tabernáculo se ha mantenido allí tal como se construyó durante más de 100 años.

## Historia
Después de la retirada de Nauvoo en 1847, Orson Pratt llevó un tabernáculo de lona hacia el Gran Lago Salado para que sirviese como lugar de congregación masivo, y desempeñó esa función hasta 1865.
Su construcción fue ordenada por el segundo presidente, Brigham Young y se inició en julio de 1864,: 198  levantándose los muros en 1864 y la bóveda en 1865, apenas se instalaron en el Valle del Lago Salado, construyéndose a un costado del Templo de Salt Lake City. La obra había llegado a avanzar a tal grado que en él se celebró la conferencia general de la iglesia en octubre de 1867. Su construcción finalizó en 1875, 12 años después con una cubierta del mejor cuero en color verde.
Construido con el sistema de arcos bragueros, el edificio en forma oval alargada consta de 44 cimientos para los arcos y fue diseñado para dar cabida a 8000 asistentes y se utilizaron materiales innovadores y de primera calidad. En los pilares, se usó pino blanco que se pintó para asemejarse a mármol. Fue equipado con mobiliario de roble que duró prácticamente un siglo.
Su bóveda exterior luce una chapa de aluminio brillante que inicialmente era en cuero verde y clavijas de madera. En el enchape interior se usó yeso reforzado con crines de ganado y la forma que adquirió le valió el apodo de la tortuga mormona. Frank Lloyd Wright, el célebre arquitecto, lo consideró una maravilla de la arquitectura norteamericana.

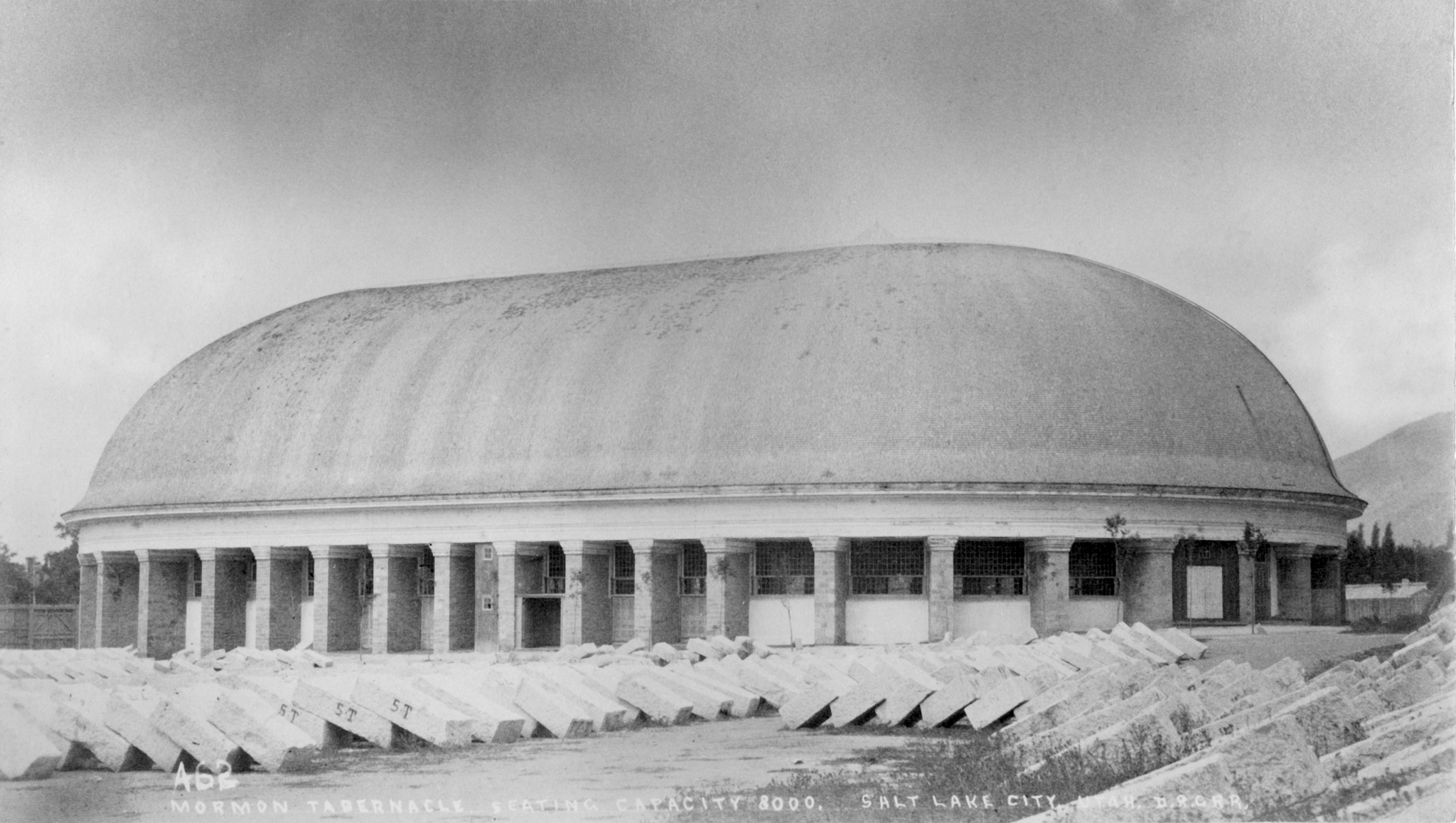
El Tabernáculo en la década de 1870

Como en su interior iba a funcionar un grupo coral apoyado por un gran órgano de tubos, el edificio fue además orientado para tener cualidades acústicas notables, como amplificar el sonido y además preservar la pureza de las notas musicales, adicionalmente la voz del orador es escuchada sin necesidad de electrónica. El edificio ganó la reputación de ser uno de los edificios acústicos más perfectos del mundo.
Después de 130 años de uso, entre 2004-2007 el edificio fue sometido a una completa restauración y equipamiento antisísmico.
El Tabernáculo de Salt Lake City sigue actualmente en uso y desde allí se transmiten eventos hacia todo el mundo vía satélite.

## Galería

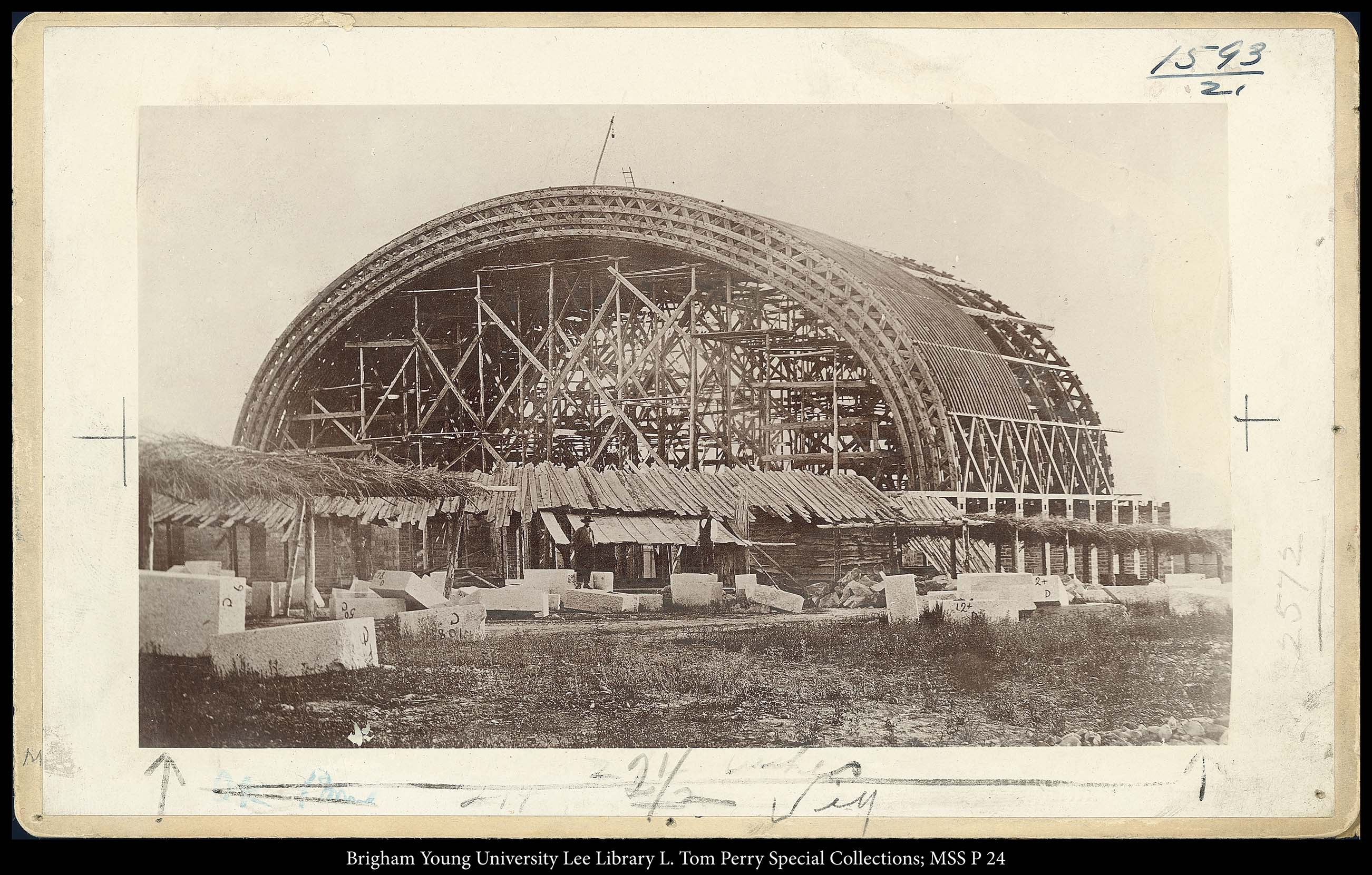
Construcción del tabernáculo
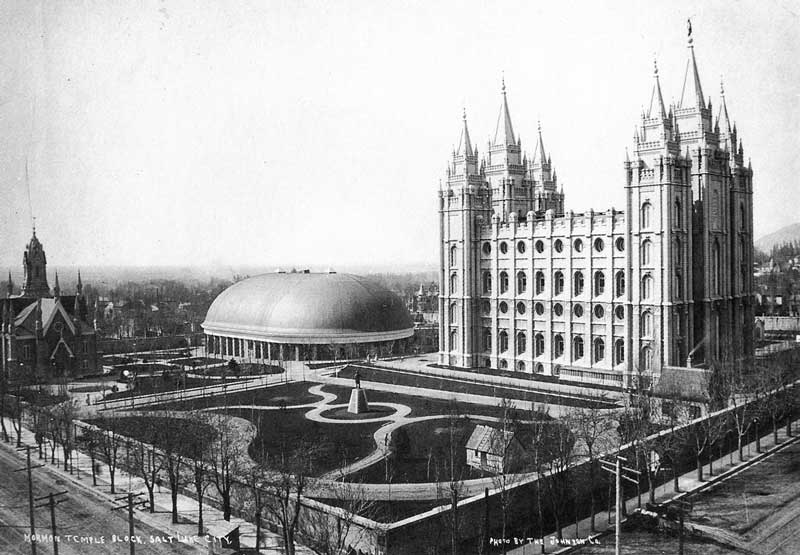
El tabernáculo junto al Templo de Salt Lake City en 1896
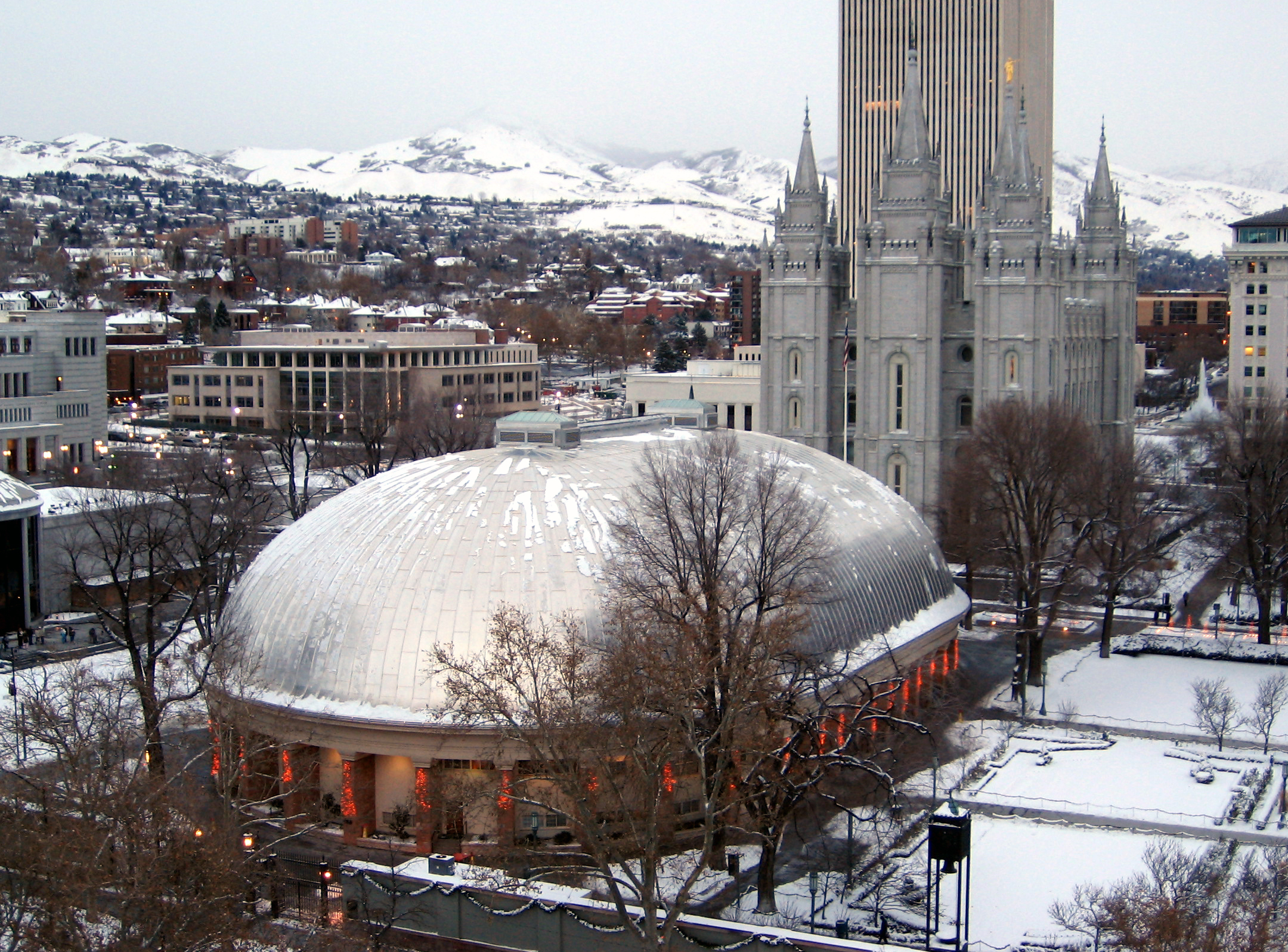
Vista aérea
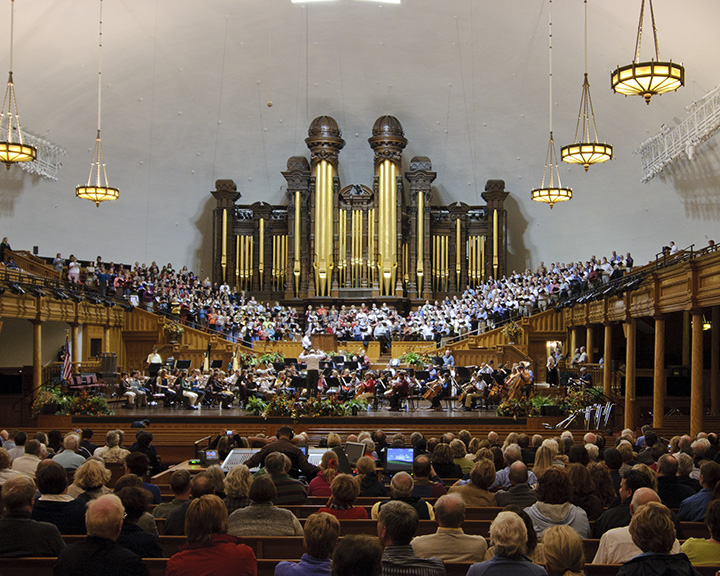
Interior con el órgano al fondo